# کانتی‌هال لندن
کانتی‌هال لندن (انگلیسی: London County Hall) ساختمان شورای شهرستان لندن و شورای لندن بزرگ بوده است.
این ساختمان که در سال ۳۳–۱۹۱۱ ساخته شده در ناحیه لمبت، لندن بزرگ قرار دارد و هم‌اکنون از جاذبه‌های گردشگری شهر لندن محسوب میشود.

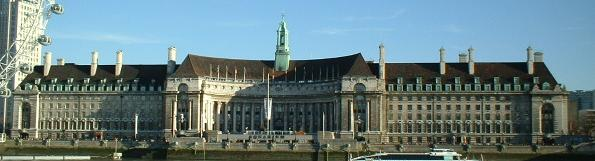
کانتی‌هال